# Masaaki Suzuki
Masaaki Suzuki (鈴木 雅明 Suzuki Masaaki?) (Kobe, 29 de abril de 1954) es un director de orquesta, director de coro, compositor, clavecinista y organista japonés. Es el fundador y director musical del Bach Collegium Japan.

## Biografía
Masaaki Suzuki nació en Kobe de padres cristianos y músicos amateur. Estudió composición y órgano en la Universidad Nacional de Bellas Artes y Música de Tokio. Más adelante dio clases de clavecín y órgano con Ton Koopman y Piet Kee; así como de improvisación con Klaas Bolt en el Conservatorio Sweelink en Ámsterdam.
En 1983 empezó su trabajo como profesor en la Universidad Femenina de Kōbe Shōin y en 1990 fundó el Bach Collegium Japan, una orquesta  y coro barrocos. El conjunto empezó a ofrecer conciertos con regularidad en 1992 y llevó a cabo sus primeras grabaciones tres años después, cuando comenzaron a registrar las cantatas completas de Bach para el sello sueco BIS Records. Completaron las cantatas religiosas en 2013 y en la actualidad continúan trabajando con las cantatas profanas.
Suzuki también está grabando las obras completas para clavecín de Bach y es uno de los pocos intérpretes de teclado en grabar los cuatro libros de Clavier-Übung de Bach (incluyendo el tercer libro que está dedicado al órgano).
Fue profesor de órgano y clavecín en la Universidad Nacional de Bellas Artes y Música de Tokio. En la fecha 1 de julio de 2009 Suzuki es un profesor visitante de dirección coral y director de la Schola Cantorum de Yale en un nombramiento conjunto entre el Instituto de Música Sacra de Yale y Escuela de Música de Yale.

## Premios y reconocimientos
Suzuki ha recibido diversos premios reconocimientos a lo largo de su carrera profesional:
- 2001 – Cruz de la Orden del Mérito de la República Federal de Alemania.
- 2008 – Diapason d'Or (por su grabación de la Misa en si menor de Bach).
- 2010 – Diapason d'Or (por su grabación de los Motetes de Bach).
- 2010 – Premio de la crítica discográfica alemana (Preis der deutschen Schallplattenkritik), por su grabación de los Motetes de Bach).
- 2011 – Premio Musikfest de Bremen (por su grabación de los Motetes de Bach).[4]
- 2011 – Premio BBC Music Magazine (por su grabación de los Motetes de Bach).
- 2012 – Premio Bach, otorgado por la Real Academia de Música y patrocinado por la Fundación Kohn.[5]
- 2012 – Medalla Bach de la ciudad de Leipzig y su Archivo Bach.[6][7]
- 2014 – Premio de Música Suntory.[8]
- 2014 – Premio ECHO Klassik al "Logro editorial del año" por su grabación de las cantatas de Bach.
- 2015 – Premio Gutenberg de Enseñanza de la Universidad de Maguncia.[3]